# Yerbaníz, San Dimas
Yerbaníz är en ort i Mexiko.   Den ligger i kommunen San Dimas och delstaten Durango, i den centrala delen av landet, 800 km nordväst om huvudstaden Mexico City. Yerbaníz ligger 2 590 meter över havet och antalet invånare är 185.
Terrängen runt Yerbaníz är kuperad åt nordväst, men åt sydost är den bergig. Runt Yerbaníz är det mycket glesbefolkat, med 6 invånare per kvadratkilometer. Närmaste större samhälle är Santa Rita, 10,5 km norr om Yerbaníz. I omgivningarna runt Yerbaníz växer huvudsakligen savannskog.